# Caporal Jackie
Caporalul Jackie a fost un babuin mascotă⁠(d) în Armata Africii de Sud⁠(d) pe parcursul Primului Război Mondial. Când stăpânul său a fost înrolat în armată, acesta a refuzat să-și lase animalul de companie acasă. În timpul războiului, Jackie a fost împușcat în umăr și și-a pierdut laba dreaptă. După război, acesta a primit gradul de caporal⁠(d) și Pretoria Citizens Service Medal.

## Biografie
Povestea lui Jackie începe la jumătatea anilor 1910. Animalul a fost capturat de Albert Marr la ferma Cheshire, Villieria, în apropiere de Pretoria și antrenat să devină „un membru al familiei”.

### Primul Război Mondial
Jackie a trăit câțiva ani la ferma familiei Marr. Odată cu izbucnirea Primului Război Mondial, Marr a fost chemat la datorie în 1915 și a refuzat să-l lase pe Jackie acasă. Spre surprinderea soldaților, superiorii au acceptat prezenta animalului, iar acesta a devenit mascota Regimentului 3 de Infanterie din Africa de Sud⁠(d) (Transvaal). Jack a primit uniformă oficială, șapcă, rație și propria sa carte de plată. Acesta saluta superiorii și aprindea țigările soldaților. Datorită simțurilor sale, Jackie era primul care sesiza prezența inamicilor.
Marr a fost împușcat în umăr la 26 februarie 1916 în timpul Bătăliei de la Agagia⁠(d) din Egipt, iar Jackie a rămas alături de el. Cei doi au supraviețuit Bătăliei de la Deville Wood⁠(d), partea a campaniei de pe Somme.
Aflați sub focul inamic în timpul retragerii din Flandra de Vest în august 1918, Jackie este lovit de fragmente de șrapnel⁠(d), în timp ce încerca să construiască un zid de pietre în jurul său. Șrapnelul îi rănește brațul și piciorul. I-a ignorat pe brancardieri, încercând cu disperare să-și termine zidul și să se ascundă. Medicii i-au tratat rănile și au decis că laba dreaptă trebuie amputată.
Jackie a fost decorat pentru faptele sale și a fost promovat în grad de caporal. După încheierea războiului, Jackie a fost lasat la vatră în tabăra Maitland din Cape Town în 26 aprilie 1919.

## Moartea
Caporalul Jackie a murit într-un incendiu în mai 1921. Albert Marr a murit în 1973 la vârsta de 84 de ani.